# Жанарик
Жанари́к (каз. Жаңарық) — село у складі Жанакорганського району Кизилординської області Казахстану. Адміністративний центр та єдиний населений пункт Жанарицького сільського округу.
До 2004 року село називалось 1 Мая.
Населення — 1865 осіб (2021; 1992 у 2009, 1827 у 1999, 1491 у 1989).